# Emlen Tunnell
Emlen Lewis Tunnell (Bryn Mawr, 29 marzo 1925 – Pleasantville, 23 luglio 1975) è stato un giocatore di football americano, di nazionalità statunitense, che ha giocato nel ruolo di defensive back per i New York Giants e i Green Bay Packers della National Football League (NFL). È stato il primo giocatore afro-americano della storia dei Giants ed è stato inserito nella Pro Football Hall of Fame nel 1967. Al college ha giocato a football all'Università dell'Iowa
Nel 2009, Tunnell è stato classificato al numero 79 tra i migliori cento giocatori di tutti i tempi da NFL.com.
Tunnel morì di arresto cardiaco il 23 luglio 1975.

## Carriera professionistica
Tunnell giocò per 14 anni nella National Football League. Le prime 11 stagioni le disputò coi New York Giants e le ultime tre coi Green Bay Packers. Fu convocato nove volte per il Pro Bowl e terminò la carriera con il record di 79 intercetti (successivamente superato da Paul Krause). Fu inoltre il primo giocatore afro-americano ad essere indotto nella Pro Football Hall of Fame nel 1967. Dopo il ritiro dal football giocato, divenne assistente allenatore dei Giants, morendo di un attacco cardiaco durante una sessione di allenamento nel 1975. Tunnell iniziò la sua carriera professionista facendo l'autostop dall'Iowa a New York City per incontrare Jack Mara, figlio del fondatore dei Giants Tim Mara, a cui chiese di sostenere un provino per la squadra. Nel suo discorso durante l'introduzione nella Hall of Fame, Tunnell ringraziò l'autista del camion che lo lasciò nei pressi del Polo Grounds per il suo "appuntamento".

## Palmarès
- (2) Campione NFL (1956, 1961)
- (9) Pro Bowl (1950, 1951, 1952, 1953, 1954, 1955, 1956, 1957, 1959)
- (8) All-Pro (1949, 1950, 1951, 1952, 1954, 1955, 1956, 1957)
- Formazione ideale della NFL degli anni 1950
- Formazione ideale del 100º anniversario della National Football League
- Classificato al #79 tra i migliori cento giocatori di tutti i tempi da NFL.com
- Pro Football Hall of Fame

## Statistiche
| Partite totali   | 167 |
| Intercetti fatti | 79  |
| Fumble forzati   | 0   |